# Flix
 Flix es un municipio de Cataluña, España. Pertenece a la provincia de Tarragona, en la comarca de Ribera de Ebro, situado al norte de ésta y en el límite con las del Segriá y Garrigas, sobre un meandro (flexu en latín) del río Ebro. Cuenta con un pantano, construido en 1940, una central hidroeléctrica y con polígono industrial químico. Como patrimonio histórico-artístico, destacan los restos de un castillo medieval (el castell vell), el castillo nuevo (guerras carlistas) y la iglesia de la Virgen de la Asunción (gótico tardío). Incluye los núcleos de la Colonia de la Fábrica y Los Comellarets. 
La localidad ha pasado a la historia por ser uno de los últimos bastiones del Ejército Popular de la República comandado por el teniente coronel Manuel Tagüeña durante la Batalla del Ebro. De hecho, el 16 de noviembre de 1938 la orden de este de cruzar al margen izquierdo del río de sus tropas es considerado como el hecho que da lugar al final de 115 días de batalla y a la derrota definitiva de las fuerzas republicanas a manos de las tropas nacionales del general Franco. En ese margen izquierdo del Río Ebro un monolito recuerda a los caídos de ambos bandos y un segundo monolito conmemora al Pont de Ferro, estructura que el alto mando republicano mandó volar cuando terminaron de cruzar sus tropas en retirada poniendo así fin a la decisiva Batalla de la guerra civil española.

## Historia
La localidad de Flix se convirtió durante la batalla del Ebro en una de las últimas posiciones defendidas por el Ejército del Ebro. Las tropas republicanas del teniente coronel Manuel Tagüeña cruzaban el río en la madrugada del 16 de noviembre de 1938 en lo que significó el final de la batalla tras 115 días de duros combates entre la localidad de Gandesa y la ribera del río flanqueada por las localidades de Ascó, Ribarroja de Ebro y Flix.
En la parte alta de la ciudad, al lado del cementerio, se puede visitar el Castillo, donde quedan restos de las trincheras desde donde se defendió la localidad por parte de los soldados republicanos. Con motivo del LXXX Aniversario del fin de la batalla se instauró una placa conmemorativa al Cuerpo de Pontoneros en la entrada del lugar, recordando a este cuerpo de ingenieros que se encargaba de recomponer, de un día para otro, los pasos que permitían cruzar el río Ebro para dotar de suministros a las tropas y que eran constantemente atacados por la aviación nacional. 
En el margen izquierdo del río, un monumento recuerda a los caídos durante la batalla y un segundo monolito recuerda el acontecimiento que tuvo lugar en la madrugada del 16 de noviembre de 1938.

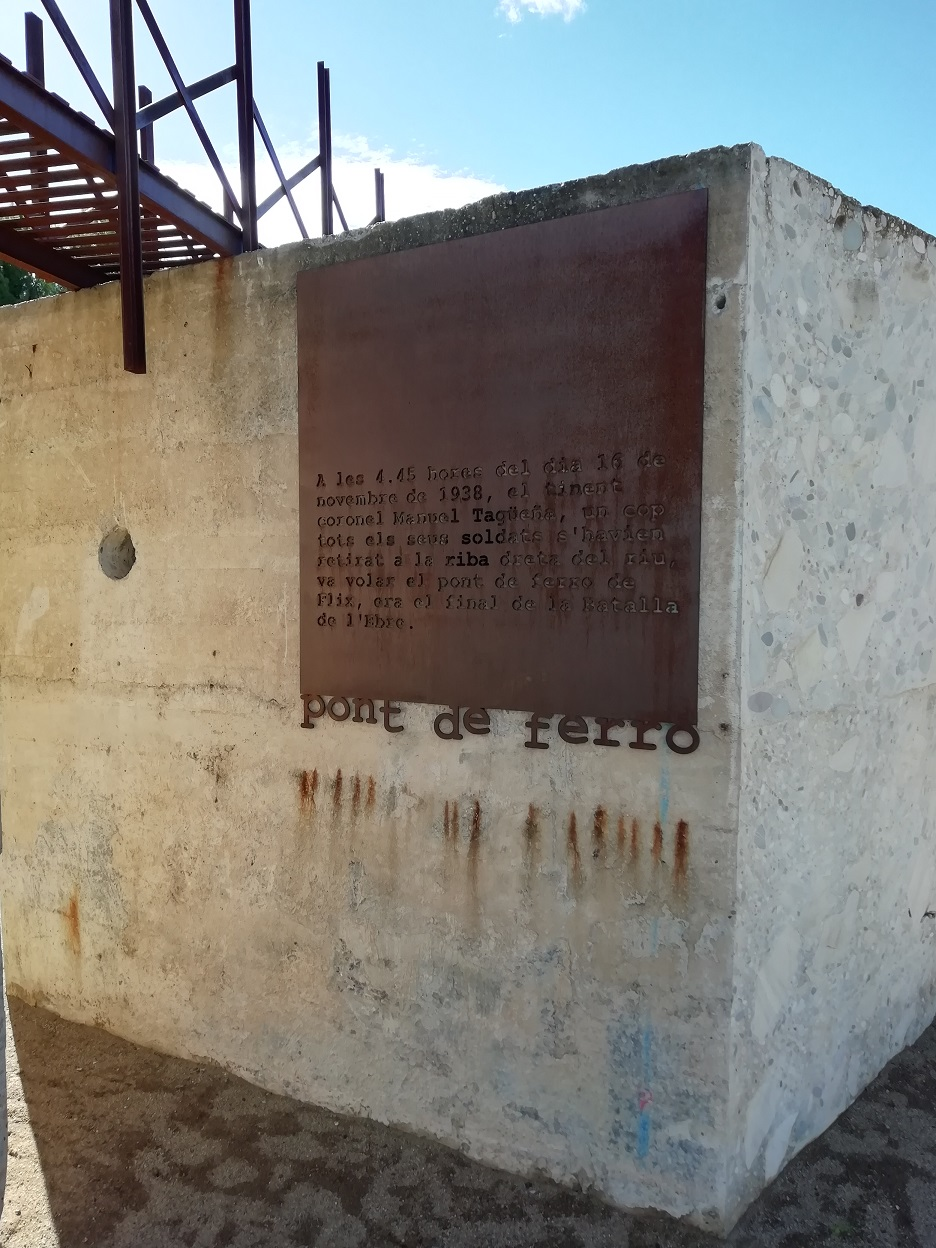
Memorial del Pont de Ferro

## Geografía humana

### Demografía
Cuenta con una población de 3324 habitantes (INE 2024).
| Gráfica de evolución demográfica de Flix entre 1842 y 2021                                                            |
| |
| Población de derecho según los censos de población del INE. Población de hecho según los censos de población del INE. |

| 1900 | 1930 | 1950 | 1970 | 1981 | 2011 |
| ---- | ---- | ---- | ---- | ---- | ---- |
| 2516 | 3374 | 4272 | 5116 | 5009 | 3969 |

### Economía
La principal empresa de la localidad ha sido la Electroquímica de Flix SA. Esta sociedad se constituyó en 1897 por dos sociedades alemanas, una química y otra eléctrica, con participación de bancos suizos y de destacadas personalidades españolas de Barcelona y Madrid, al encontrar que en Flix se daban unas condiciones de proximidad a materias primas (canteras y salinas), suministro de agua (junto al río Ebro), presencia de fuentes energéticas (en las cercanas minas de carbón de Mequinenza y Fayon, y con la posibilidad de construcción de una central hidroeléctrica sobre un antiguo azud en el Ebro) y de medios de comunicación óptimos para el transporte de mercancías y carbón (la línea de ferrocarril de Madrid-Barcelona, inaugurada 5 años antes, y el transporte fluvial del carbón por el río Ebro). 
La existencia de esta empresa permitió unas oportunidades de empleo únicas para la época en una población rural de finales del siglo XIX que se encontraba en retroceso. Esta industria, entre las pioneras de Cataluña y España, permitió que Flix pasara de ser una sociedad agrícola a netamente industrial, que se situara como la población de mayor número de habitantes de la comarca durante muchos años y que fuera un referente industrial a nivel nacional. 
La industria química, que posteriormente pasó sucesivamente a pertenecer a Sociedad Anónima Cros, Ercros, Erkimia y desde hace una década, de nuevo, a Ercros, ha ido transformándose según las necesidades y la evolución industrial y social del entorno, para finalmente sufrir un lento declive ante el paulatino traslado de la producción química mundial hacia países como India y China, lo que en este caso ha supuesto una disminución de la población, a pesar del dinamismo natural que ha demostrado la zona en los sectores industrial y energético con la instalación de centrales hidroeléctricas de Riba-roja y Flix, dos centrales nucleares de Ascó, otras industrias, también químicas, como la finlandesa Kemira, en 1992, e Inquide-Flix, en 2000 (cerrada en 2009), de un parque de generación eléctrica de energía solar fotovoltaica en 2007 y otras industrias que no llegaron a hacerlo en su momento (Hoechst en los años 70, General Electric a finales de los 80 y otros proyectos industriales y energéticos en los años 2000).
Sin embargo, la histórica actividad industrial ha generado un problema ambiental de acumulación de productos nocivos en el pantano de Flix, cuyo costoso proceso de eliminación sigue en curso.
La localidad cuenta con otro enclave industrial, el polígono industrial La Devesa.

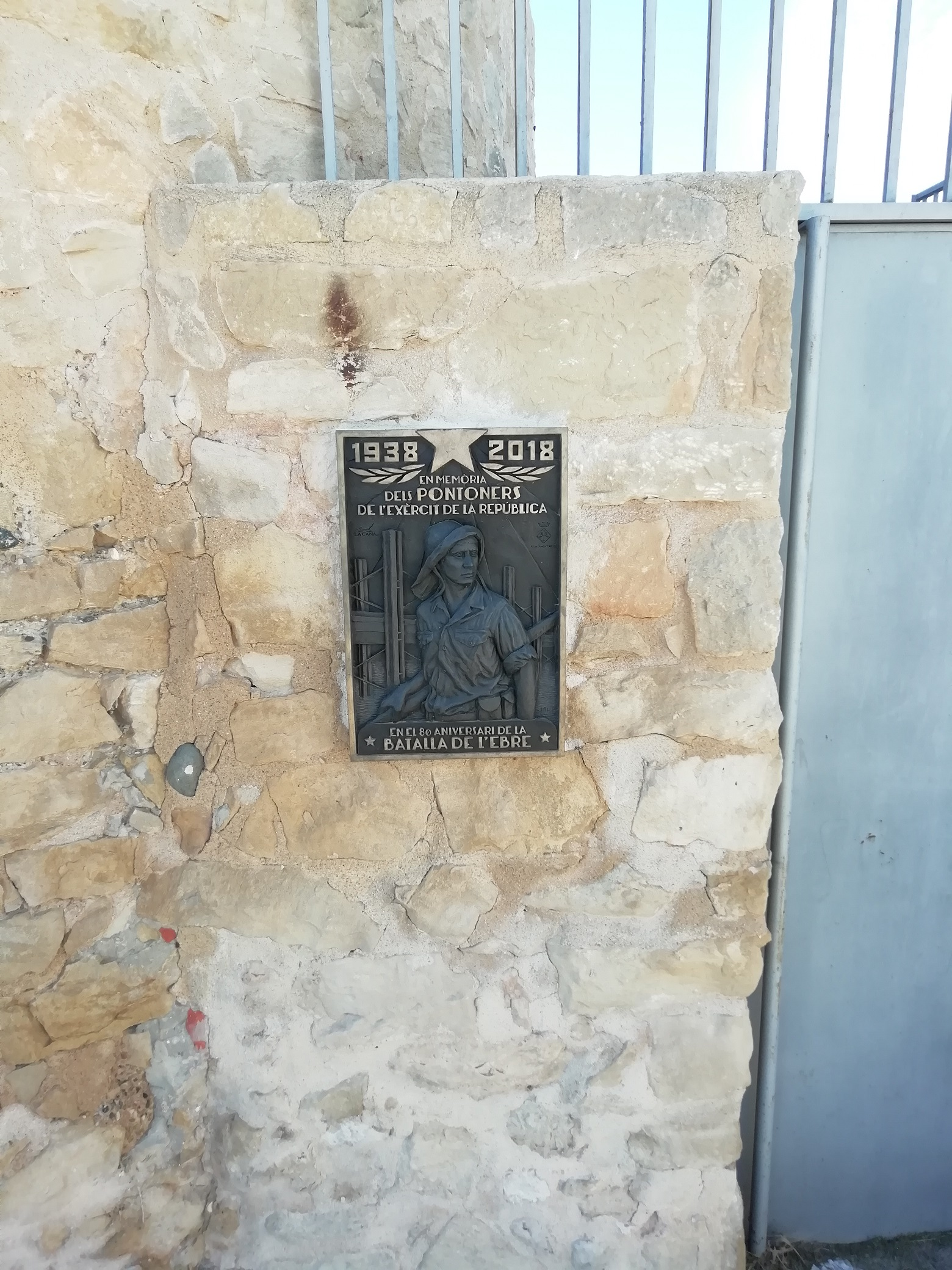
Homenaje al Cuerpo de Pontoneros

## Comunicaciones

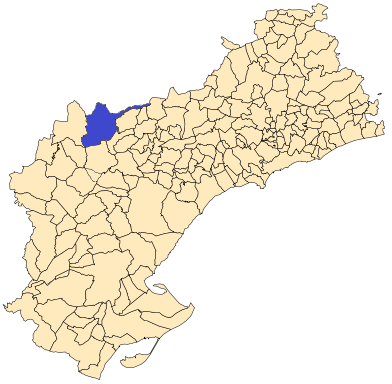
Situación de Flix en la provincia de Tarragona

Las comunicaciones por carretera de Flix son buenas. La principal carretera es la C-12, de Tortosa a Lérida, conocida como Eje del Ebro.
La C-12 comunica Flix, hacia el este y sur, enlazando con las siguientes carreteras:
- Carretera autonómica C-12b de Ascó a Venta de Camposines.
- Carretera nacional N-420 de Teruel a Tarragona (por Alcañiz, Mora la Nueva y Reus), que enlaza con la C-12 en Mora la Nueva y con la C-12b en Venta de Camposines.
- Carretera autonómica C-44 de Mora la Nueva a Hospitalet del Infante, que enlaza con la C-12 en Mora la Nueva.

La C-12 comunica Flix, hacia el norte, con Mayals y Lérida y, mediante la carretera autonómica C-45 (Cataluña)- A-242 (Aragón) (de Mayals a Fraga) con Fraga.
Mediante este entramado de carreteras, Flix conecta con las siguientes autopistas y autovías:
- Autopista AP-2 de Barcelona a Zaragoza, a través de las entradas de Lérida (con la C-12) o Fraga (con la A-242/C-45)
- Autovía A-2 de Barcelona a Fraga, a través de Lérida (mediante la C-12) o Fraga (mediante la A-242/C-45)
- Autopista AP-7 de Valencia a Barcelona, a través de las entradas de Tortosa (con la C-12), Hospitalet del Infante (con la C-44) o Reus (con la N-420).

La carretera provincial T-741 comunica Flix con Ribarroja de Ebro. Esta carretera enlaza con la red de carreteras en Aragón en Fayón. Otra carretera provincial comunica Flix con La Palma de Ebro y la Granadella.
Por carretera Flix se encuentra a 43 km de Fraga, 55 km de Lérida (estación de Lérida Pirineos para tren de alta velocidad y aeropuerto de Lérida-Alguaire), 65 kilómetros de Tortosa y 75 km de Reus (aeropuerto). 
La localidad dispone de estación en la línea férrea Barcelona-Zaragoza por Mora la Nueva y Caspe.

## Patrimonio

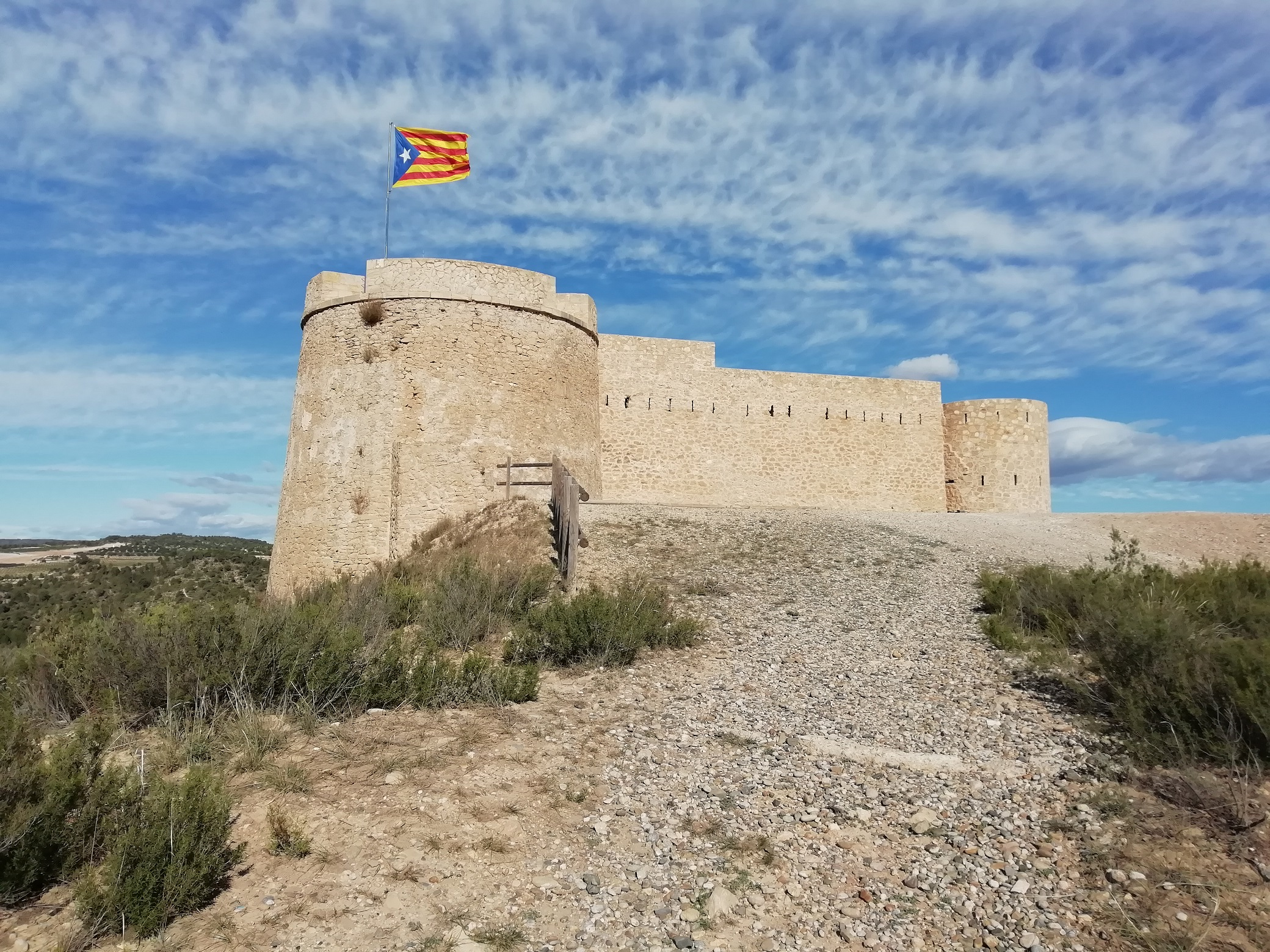
Castillo de Flix

- Refugio antiaéreo de la Guerra Civil
- Santuario Virgen del Remedio
- El molino de aceite
- Memorial del Pont de Ferro
- Castillo